# Governo de Keir Starmer
O mandato de Keir Starmer como Primeiro-Ministro do Reino Unido começou em 5 de julho de 2024, quando ele aceitou um convite do Rei Carlos III para formar um governo, sucedendo Rishi Sunak do Partido Conservador, após o Partido Trabalhista ter vencido as eleições gerais de 2024. Como primeiro-ministro, Starmer também está servindo como Primeiro Lorde do Tesouro e Ministro do Serviço Civil.

## Liderança Trabalhista como líder da oposição
Após a renúncia de Jeremy Corbyn depois da derrota do Partido Trabalhista nas eleições gerais de 2019, Keir Starmer o sucedeu como líder do partido ao vencer a eleição de liderança de 2020 com uma plataforma de esquerda. Como líder trabalhista, Starmer reposicionou o partido afastando-o da esquerda e em direção ao centro político. Ele enfatizou a importância de eliminar o antissemitismo dentro do partido, uma questão controversa durante a liderança de Corbyn. Seus apoiadores o elogiaram por suas reformas contra o antissemitismo e por ajudar a melhorar a credibilidade do Partido Trabalhista com o eleitorado após a liderança anterior, enquanto seus críticos o acusaram de tratar injustamente os membros trabalhistas de esquerda.
Sob a liderança de Starmer, o Partido Trabalhista manteve significativas vantagens nas pesquisas de opinião sobre os Conservadores nos anos que precederam as eleições gerais de 2024, e fez avanços nas eleições locais que ocorreram antes das eleições gerais. Em 2023, Starmer estabeleceu cinco missões para seu governo, direcionadas a questões como crescimento econômico, saúde, energia limpa, crime e educação.

## Governo

### Vitória esmagadora nas eleições gerais de 2024
Em julho de 2024, Starmer liderou o Partido Trabalhista a uma vitória esmagadora nas eleições gerais de 2024, encerrando catorze anos de governo conservador e tornando o Partido Trabalhista o maior partido na Câmara dos Comuns. Em seu discurso de vitória, Starmer agradeceu aos trabalhadores do partido por seu árduo trabalho – incluindo quase cinco anos de renovação e rebranding do Partido Trabalhista em face da dominância dos Tories – e os instou a saborear o momento, mas os alertou sobre os desafios futuros e prometeu que seu governo trabalharia para a "renovação nacional":
Nós conseguimos. Obrigado de verdade... vocês mudaram nosso país. Quatro anos e meio de trabalho mudando este partido... é para isso que serve. Um Trabalhismo mudado... pronto para restaurar a Grã-Bretanha ao serviço do povo trabalhador.

### Entrada no governo

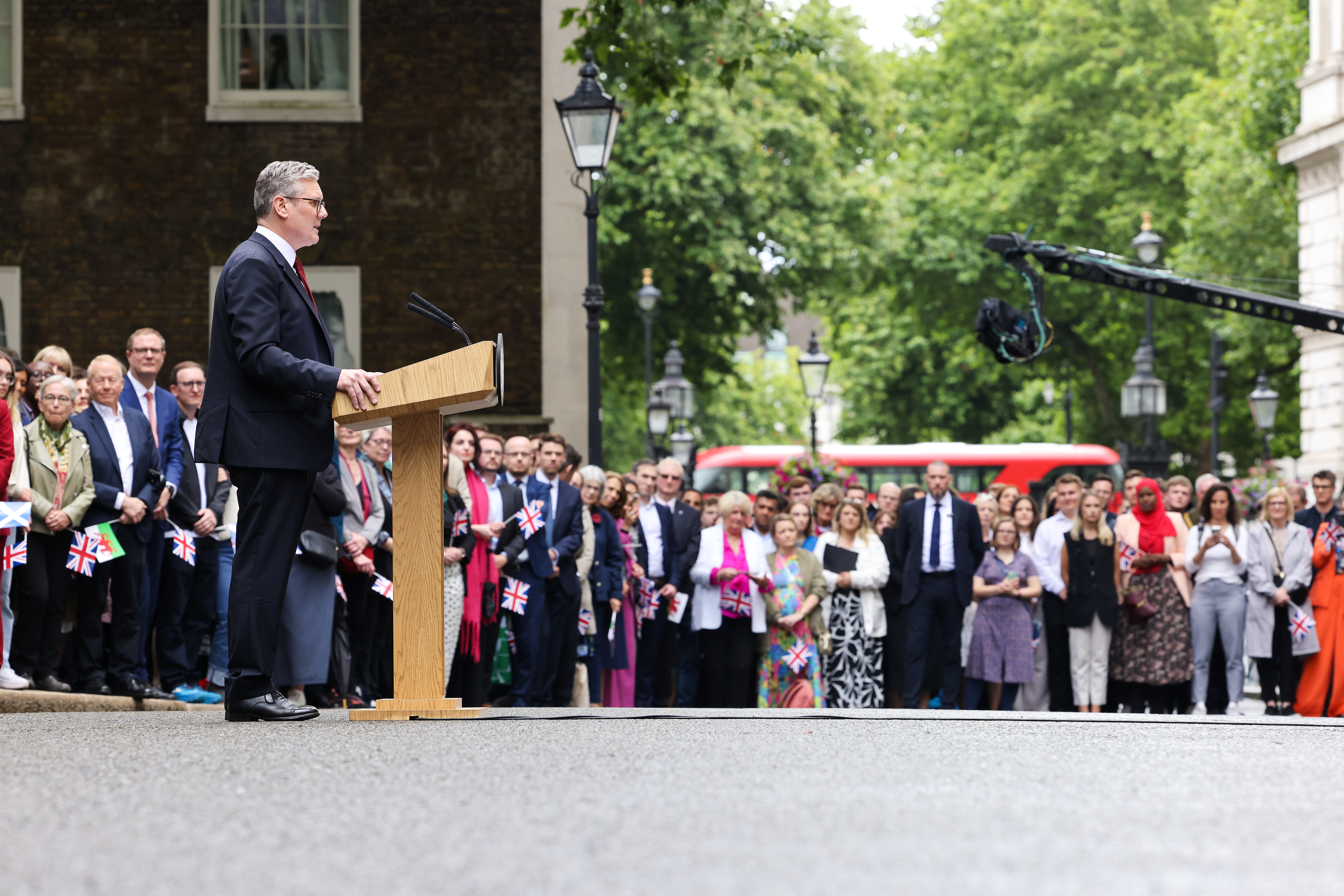
Starmer dando seu primeiro discurso como primeiro-ministro, em 5 de julho de 2024.

Como líder do partido majoritário na Câmara dos Comuns, Starmer foi nomeado primeiro-ministro por Carlos III em 5 de julho de 2024, tornando-se o primeiro primeiro-ministro trabalhista desde Gordon Brown e o primeiro a vencer uma eleição geral desde Tony Blair. Ele foi levado do Palácio de Buckingham para Downing Street, onde foi recebido por uma multidão de apoiadores e fez seu primeiro discurso como primeiro-ministro. Em seu discurso, Starmer prestou homenagem a Sunak, dizendo: "Seu feito como o primeiro Primeiro-Ministro britânico asiático de nosso país não deve ser subestimado por ninguém" e também reconheceu "a dedicação e o trabalho árduo que ele trouxe para sua liderança", mas afirmou que o povo da Grã-Bretanha havia votado por mudança:
Vocês nos deram um mandato claro... E vamos usá-lo para entregar mudanças... Para restaurar o serviço e o respeito à política... Encerrar a era das performances ruidosas... Interferir menos em suas vidas... E unir nosso país. Quatro nações... Juntas novamente... Enfrentando, como tantas vezes no passado... Os desafios de um mundo inseguro... Comprometidos - com uma reconstrução calma e paciente. Então, com respeito e humildade... Convido a todos... A se juntarem a este governo de serviço... Na missão de renovação nacional. Nosso trabalho é urgente... E começamos hoje.
Em 10 de julho de 2024, Starmer participará de sua primeira sessão de perguntas ao Primeiro-Ministro.

## Gabinete
Starmer começou a selecionar seus ministros do gabinete após sua nomeação como primeiro-ministro. Seu ministério provavelmente incluirá Angela Rayner como Vice-Primeira-Ministra do Reino Unido, Rachel Reeves como Chanceler do Tesouro, David Lammy como Secretário de Relações Exteriores, Yvette Cooper como Secretária do Interior e Wes Streeting como Secretário de Saúde. Espera-se que o novo governo seja formado entre 6 e 7 de julho, com o novo Parlamento sendo convocado para se reunir em 9 de julho.

## Políticas

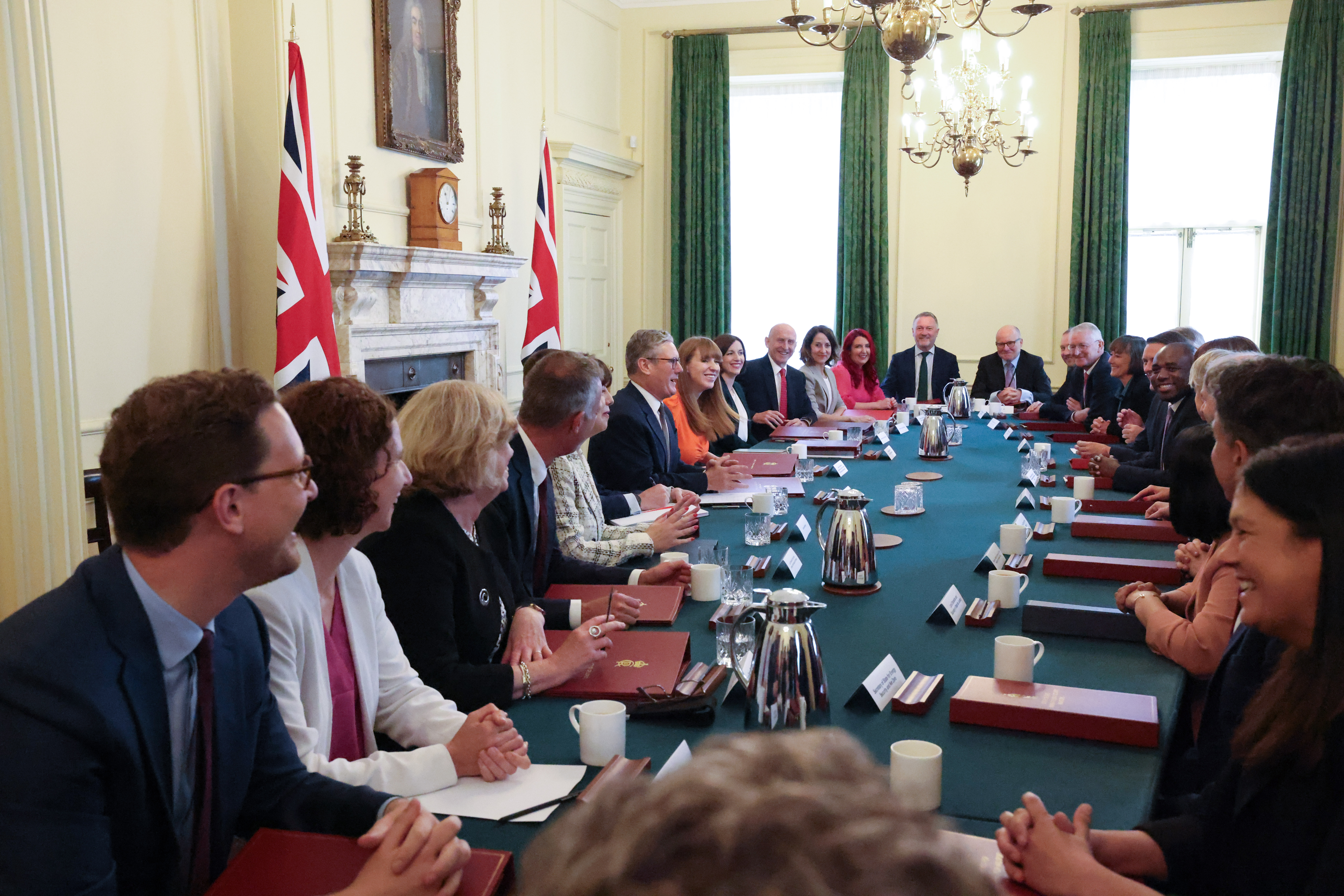
Starmer participando de sua primeira reunião do Gabinete em 6 de julho de 2024

Em 13 de junho de 2024, Starmer lançou o manifesto do Partido Trabalhista "Change", que se concentra em crescimento econômico, reformas do sistema de planejamento, infraestrutura, o que Starmer descreve como 'energia limpa', saúde, educação, cuidados infantis e fortalecimento dos direitos dos trabalhadores. Ele promete uma nova empresa de energia de propriedade pública, um 'Plano de Prosperidade Verde', redução dos tempos de espera dos pacientes no Serviço Nacional de Saúde e a renacionalização da rede ferroviária. Inclui políticas de criação de riqueza e 'pró-negócios e pró-trabalhadores'. O manifesto também prometeu dar votos aos jovens de 16 anos, reformar a Câmara dos Lordes e cobrar imposto sobre valor agregado nas mensalidades das escolas particulares, com o dinheiro gerado sendo direcionado para a melhoria da educação pública.

## Viagens internacionais
As seguintes viagens internacionais estão programadas para serem feitas por Starmer durante 2024:
| País           | Local          | Data              | Detalhes                                                                                         |
| -------------- | -------------- | ----------------- | ------------------------------------------------------------------------------------------------ |
| Estados Unidos | Washington     | 9–11 de julho     | Starmer está programado para participar da cúpula da OTAN de 2024.                               |
| Estados Unidos | Nova Iorque    | Setembro          | Starmer deve participar da 79ª Assembleia Geral das Nações Unidas.                               |
| Samoa          | Apia           | 21–25 de outubro  | Starmer está programado para participar da Reunião de Chefes de Governo da Commonwealth de 2024. |
| Hungria        | TBD            | 7 de novembro     | Starmer deve participar da 5ª Cúpula da Comunidade Política Europeia.                            |
| Brasil         | Rio de Janeiro | 18–19 de novembro | Starmer deve participar da cúpula do G20 de 2024.                                                |
| Azerbaijão     | Bacu           | Novembro          | Starmer deve participar da COP29.                                                                |